# Abohmio
El abohmio o abohm (símbolo: abΩ) es la unidad derivada de resistencia eléctrica en el sistema de unidades CGS electromagnético (centímetro-gramo-segundo). Un abohmio equivale a 10−9 ohmios en el Sistema Internacional de Unidades, es decir un abohm es un nanoohmio.
Cuando una corriente de un abamperio (1 abA) fluye a través de una resistencia de 1 abohmio, la diferencia de potencial resultante a través del componente es un abvoltio (1 abV).
El nombre abohmio fue introducido por Arthur E. Kennelly en 1903 como un nombre corto para el nombre largo de la unidad de resistencia electromagnética cgs  (absoluta) que estaba en uso desde la adopción del sistema cgs en 1875.